# Pilea tripartita
Pilea tripartita es una especie de planta del género Pilea, perteneciente a la familia Urticaceae.

## Taxonomía
Pilea tripartita fue descrita por A. K. Monro en 1999.

## Distribución
Se encuentra en el territorio de Costa Rica y Panamá.